# Provincia de Quảng Ninh
Quang Ninh (en vietnamita: Quảng Ninh) es una de las provincias que conforman la organización territorial de la República Socialista de Vietnam.

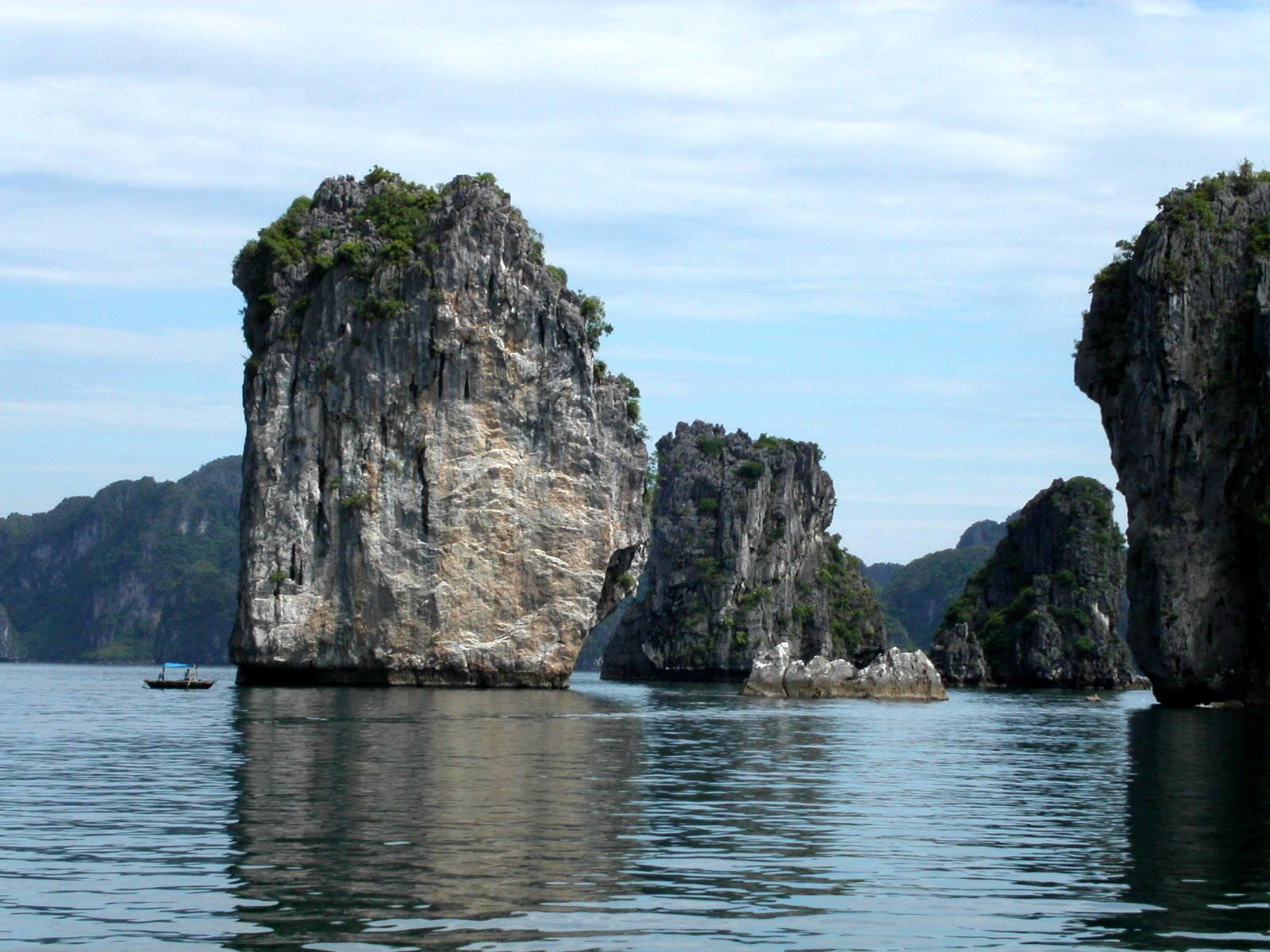
La bahía de Ha-Long, el destino turístico más importante de Vietnam y de la provincia.

## Geografía
Quang Ninh se localiza en la región del Noreste (Đông Bắc). La provincia mencionada posee una extensión de territorio que abarca una superficie de 5.899,6 kilómetros cuadrados.

## Demografía
La población de esta división administrativa es de 1.078.900 personas (según las cifras del censo realizado en el año 2005). Estos datos arrojan que la densidad poblacional de esta provincia es de 182,88 habitantes por cada kilómetro cuadrado.